# Test Wilcoxona dla par obserwacji
Test Wilcoxona dla par obserwacji – nieparametryczna alternatywa dla testu t-Studenta dla przypadku dwóch równolicznych prób dających się połączyć w pary. Często używa się tego testu do porównywania danych zebranych przed i po eksperymencie w celu zbadania, czy nastąpiła istotna statystycznie zmiana.

## Porównanie z testemt-Studenta
O ile test t-Studenta sprawdza hipotezę zerową o równości średnich arytmetycznych w odpowiadających im populacjach, test Wilcoxona weryfikuje równość median.
Jak test t-Studenta, test Wilcoxona bazuje na różnicach między wartościami cech z porównywanych zbiorów, stąd również wymaga zmiennych na skali interwałowej. W przeciwieństwie jednak do testu t-Studenta nie posiada założeń dotyczących rozkładu próby. Może zatem być używany w sytuacjach, gdy założenia testu t-Studenta nie są spełnione.

## Dane
Załóżmy, że zebraliśmy {\displaystyle 2n} obserwacji, po dwie dla każdego z n przypadków. Niech {\displaystyle i} będzie indeksem danego przypadku, {\displaystyle x_{i}} będzie pierwszą, a {\displaystyle y_{i}} drugą obserwacją przypadku {\displaystyle i.}

## Założenia
1. Niech {\displaystyle d_{i}=y_{i}-x_{i}} dla {\displaystyle i=1\dots n.} Zakłada się, że różnice {\displaystyle d_{i}} są niezależne.
2. Każda różnica {\displaystyle d_{i}} pochodzi z populacji o identycznym ciągłym rozkładzie, symetryczny względem wspólnej mediany {\displaystyle \theta }

## Wyliczanie statystyki Wilcoxona
Testowaną hipotezą zerową jest:
{\displaystyle H_{0}:\theta =0}
Algorytm wyliczania statystyki testu Wilcoxona:
- wyliczenie różnic {\displaystyle d_{i}}
- uporządkowanie wartości bezwzględnych {\displaystyle |d_{1}|,\dots |d_{n}|}
- zrangowanie tak otrzymanego zbioru i oznaczenie rang przez {\displaystyle R_{i}.} Rangi związane uzyskują wartość średnią.
- zdefiniowanie statystyki {\displaystyle W^{+}} jako sumy rang {\displaystyle R_{i},} dla których {\displaystyle d_{i}>0.}

Niekiedy wykonuje się dalsze kroki:
- Analogicznie obliczana jest statystyka {\displaystyle W^{-},} czyli suma rang, dla których {\displaystyle d_{i}<0.}
- Statystyka {\displaystyle S} jest obliczana jako:

{\displaystyle S=min(W^{+},W^{-}).}

## Właściwości statystyki Wilcoxona
Właściwości statystyki {\displaystyle W^{+}{:}}
- wartość oczekiwana:

{\displaystyle \mathbb {E} W^{+}={\frac {n(n+1)}{4}}}
- wariancja:

{\displaystyle \operatorname {Var} \ W^{+}={\frac {n(n+1)(2n+1)}{24}}}
- Dla dowolnej liczby {\displaystyle t{:}}

{\displaystyle \operatorname {P} \left({\frac {W^{+}-\mathbb {E} W^{+}}{\sqrt {Var\ W^{+}}}}\leqslant t\right)\to \Phi (t)\quad {}} gdy {\displaystyle {}\,n\to \infty }
Do obliczenia wartości p dla prób o małej liczności (zwykle przyjmuje się {\displaystyle n\leqslant 20}) korzysta się z tablic statystycznych. Dla dużych prób używa się przybliżenia rozkładem normalnym, z parametrami podanymi wyżej.

## Historia
Twórcą testu był Frank Wilcoxon (1892–1965), który zaproponował go w jednym artykule (Wilcoxon, 1945) z innym testem, zwanym obecnie testem Manna-Whitneya (lub testem Wilcoxona dla dwóch prób).
Test Wilcoxona był spopularyzowany przez Siegla (1956) w jego wpływowym podręczniku statystyki nieparametrycznej. Siegel używał symbolu {\displaystyle T} dla wielkości oznaczanej powyżej przez {\displaystyle S.} W konsekwencji test czasami jest nazywany testem T Wilcoxona, a statystyka testowa jest podawana jako wartość {\displaystyle T.}

### Implementacje
- ALGLIB zawiera implementację testu Wilcoxona w C++, C#, Delphi, Visual Basicu itp.